# اندیس برین
برین یک اندیس مصالح ساختمانی است که در حوالی شهر چابهار استان سیستان و بلوچستان قرار دارد و مادهٔ معدنی موجود در آن، مارن است.  